# Márk Kleisz
Márk Kleisz (ur. 2 lipca 1998 w Budapeszcie) – węgierski piłkarz grający na pozycji pomocnika.

## Kariera
Grał w juniorach Újpestu. W 2014 roku został zawodnikiem Fővárosi Vízművek, w którym rozegrał trzy mecze i zdobył mistrzostwo ligi. W 2015 roku przeszedł do Vasasu Budapeszt. W NB I w barwach tego klubu zadebiutował 17 lipca 2016 roku w wygranym 1:0 meczu z MTK Budapeszt.
Grał w młodzieżowych reprezentacjach Węgier (U-19, U-21). 5 czerwca 2017 roku zadebiutował w seniorskiej reprezentacji w przegranym 0:3 meczu z Rosją.

## Statystyki ligowe
| Sezon     | Klub                 | Liga    | Mecze | Gole |
| --------- | -------------------- | ------- | ----- | ---- |
| 2014/2015 | Fővárosi Vízművek SK | Megye I | 3     | 0    |
| 2015/2016 | Vasas SC             | NB I    | 0     | 0    |
| 2016/2017 | Vasas SC             | NB I    | 20    | 0    |
| 2017/2018 | Vasas SC             | NB I    | 4     | 0    |
| 2018/2019 | Vasas SC             | NB II   | 0     | 0    |
| 2019/2020 | Vasas SC             | NB II   | 6     | 0    |